# Noruega nos Jogos Olímpicos de Inverno de 1992
A Noruega competiu nos Jogos Olímpicos de Inverno de 1992, realizados em Albertville, França.